# 1 bites architektúra
Ez a szócikk a számítógép-architektúráról szól. Lásd még: One instruction set computer
A számítógép-architektúrák területén 1 bites egészek, memóriacímek és más adategységek azok, melyek legfeljebb 1 biten (1/8 oktett) kifejezhetők, illetve ilyen szélesek. 1 bites mikroprocesszor-, illetve ALU-architektúrák továbbá azok, melyek ilyen méretű regisztereket, címsíneket és adatsíneket használnak.

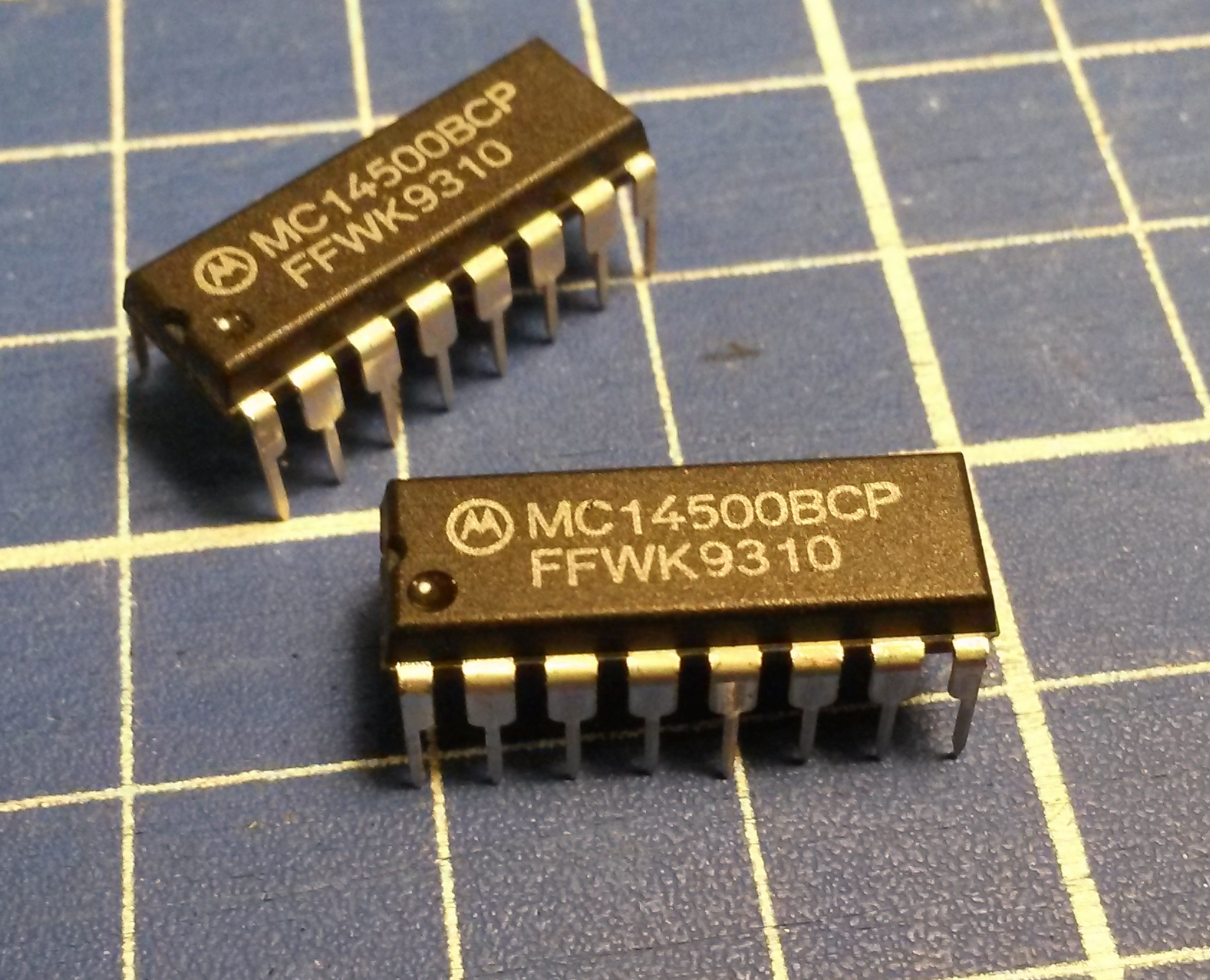
A Motorola 1 bites, ipari vezérlőegységekben alkalmazott MC14500BCP mikroprocesszora

Olyan egybites architektúrára példa, amit valóban CPU-ként árultak, a Motorola MC14500B Industrial Control Unit. Kutatási céllal számos tervezési tanulmány készült 1 bites architektúrák témakörében, a hozzá tartozó 1 bites logikát a számítógép-programozás is ismeri.
Az egybites architektúrák más ismert példái programozható logikai vezérlők.
Egy 1 bites architektúra tipikus utasítássorozata lehet például:
- Az 1-es digitális input értékének betöltése az egybites regiszterbe;
- az egybites regiszter értékével és a 2-es digitális input értékével logikai VAGY művelet végzése, az eredményt a regiszterben hagyva;
- az egybites regiszter értékének kiírása az 1-es outputra.